# Sitaromorpha wilkinsi
Sitaromorpha wilkinsi là một loài bọ cánh cứng trong họ Meloidae. Loài này được Dokhtouroff miêu tả khoa học năm 1890.